# 10957 Alps
10957 Alps (6068 P-L) là một tiểu hành tinh vành đai chính được phát hiện bởi C. J. Van Houten và I. Van Houten-Groeneveld using Palomar Schmidt Plates in 1960. Nó được đặt tên cho rạng núi Alps.